# Thyregod
Thyregod es una localidad situada en el municipio de Vejle, en la región de Dinamarca del Sur (Dinamarca). Tiene una población estimada, a inicios de 2024 de 1349 habitantes.
Hasta la reforma de los gobiernos locales en 2007, Thyregod estaba ubicada en el municipio de Give, por lo que a menudo se la relaciona con esa localidad.